# Nazionale maschile di pallanuoto dell'Ucraina
La nazionale di pallanuoto maschile dell'Ucraina è la rappresentativa pallanuotistica dell'Ucraina in campo maschile nelle competizioni internazionali.

## Risultati
Olimpiadi
- 1996 12º

Europei
- 1993 11º
- 1995 7º
- 1997 11º
- 2002 (Europeo B) 2º
- 2004 (Europeo B) 7º
- 2007 (Europeo B) 5º
- 2009 (Europeo B) 9º

## Formazioni
Giochi olimpici - Atlanta 1996Andriyev • Horbach • Kebalo • Khalchaytskyi • Kostanda • Kovalenko • Potulnytskyi • Rozhdestvenskyi • Skuratov • Solodun • Stratan • Volodymyrov • Yehorov, CT: 